# Cheirurus
Cheirurus (від грец. χείρ, cheir, що означає «рука» та ουρά, oura, що означає «хвіст») — рід факопідових трилобітів, що жили з ордовику до девону. Його останки були знайдені в Африці, Азії, Австралії, Європі та Північній Америці. Cheirurus — типовий рід Cheiruridae.